# Агульяс-Неграс
Агульяс-Неграс або Піку-дас-Агульяс-Неграс (порт. Pico das Agulhas Negras — «пік чорних голок») або Ітатіая (порт. Itatiaia — «скелі з численними піками» мовою тупі) — гірська вершина в Бразилії висотою 2792 м, найвища точка хребту Серра-да-Мантикейра і восьма за висотою вершина країни. Вершина гори розташована на межі штатів Ріо-де-Жанейро і Мінас-Жерайс за 150 км на північний захід від міста Ріо-де-Жанейро, на території Національного парку Ітатіая.
| Бразилія | Це незавершена стаття з географії Бразилії. Ви можете допомогти проєкту, виправивши або дописавши її. |